# Cistus populifolius
Cistus populifolius là một loài thực vật có hoa trong họ Nham mân khôi. Loài này được Carl von Linné mô tả khoa học đầu tiên năm 1753.

## Hình ảnh

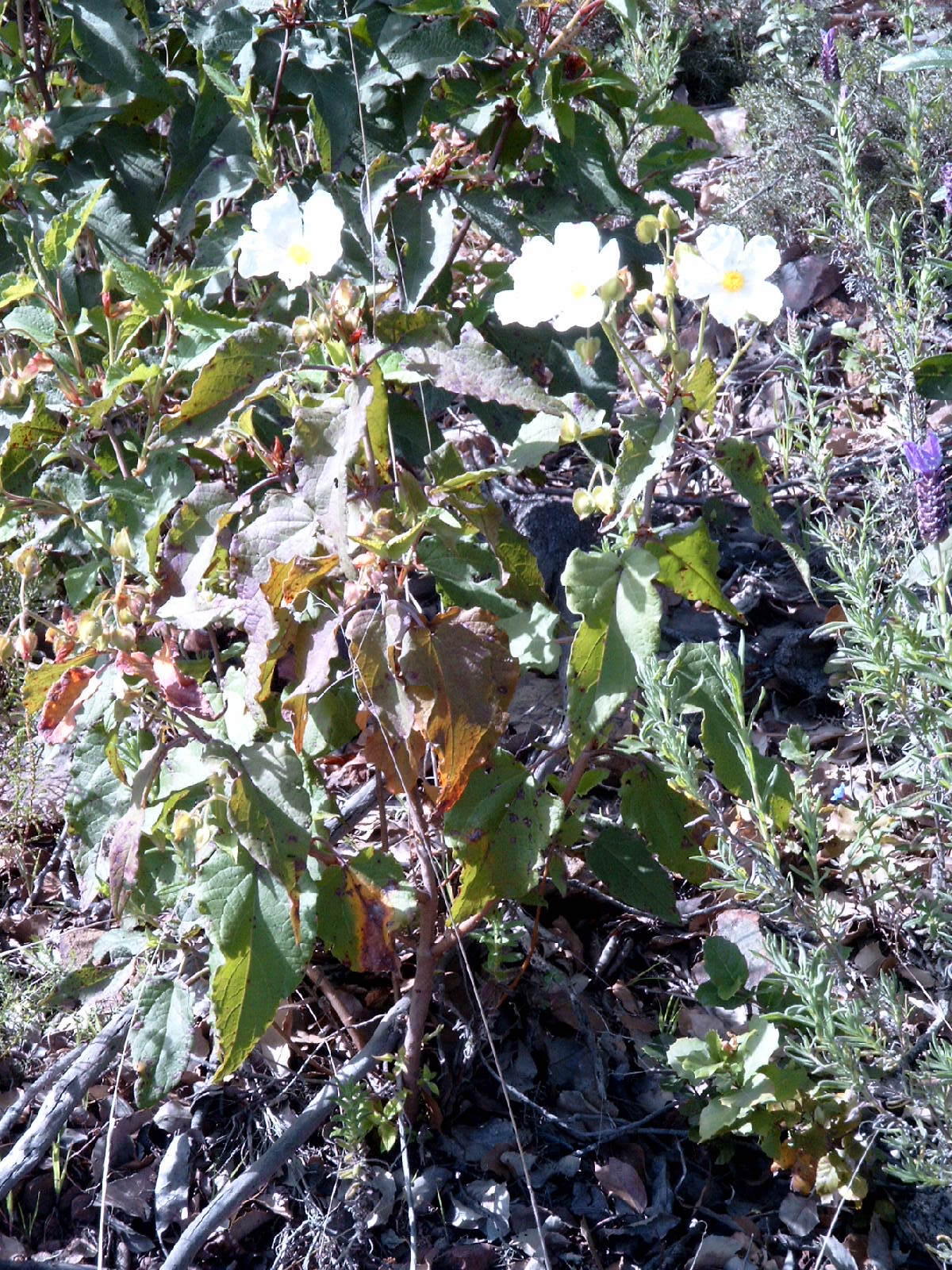
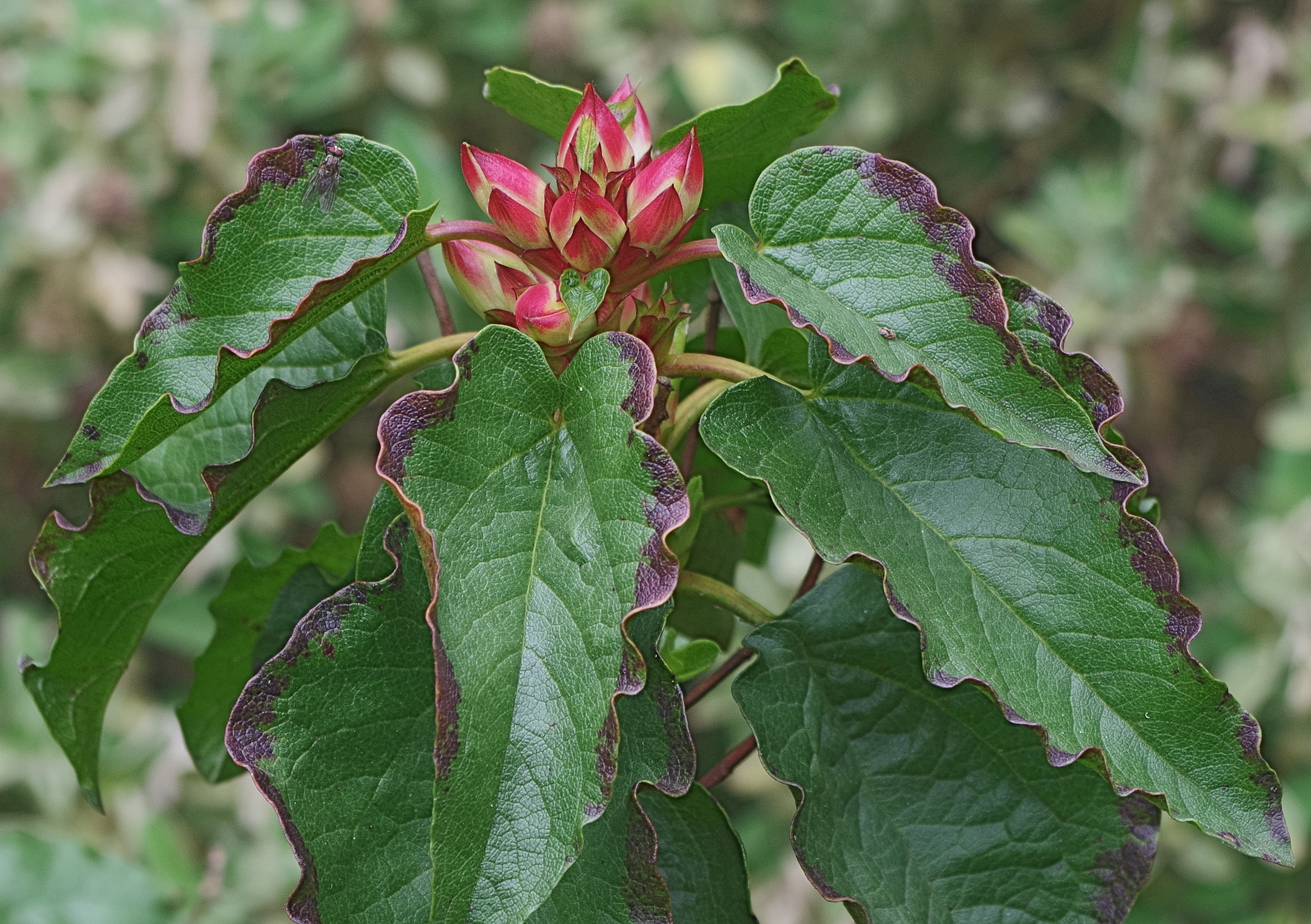